# Naturreservat Cap Sainte Marie
Das  Naturreservat Cap Sainte Marie, auch Cap Vohimena genannt,  liegt im Süden der Insel Madagaskar.
Es hat eine Fläche von 1750 ha.

## Geografie
Das Naturreservat liegt 63 km südlich von Tsihombe und 230 km von Fort-Dauphin (Tolagnaro) entfernt.

## Tierwelt
Besonders beeindruckend an diesem Reservat ist die Häufung der dort vorkommenden Schildkröten. Bis zu 3000 Stück wurden hier auf einem km² gezählt. An Arten kommen hier vor allem die Strahlenschildkröte (Geochelone radiata) und die Spinnenschildkröte (Pyxis arachnoïde) vor.
Des Weiteren findet man hier den Graubraunen Mausmaki, einen winzigen Lemuren von 15 cm, den endemischen Madagaskar-Sandleguan (Chalarodon madagascariensis) und die gelbe Farbfledermaus Rousetus madagascariensis.